# Мілан Міятович
Мілан Міятович (чорн. Милан Мијатовић; нар. 26 липня 1987, Плєвля, СР Чорногорія, СФР Югославія) — чорногорський футболіст, воротар саудівського клубу «Аль-Адала» та національної збірної Чорногорії.

## Клубна кар'єра

### «Рудар» (Плєвля)
У 2006 році підписав контракт з «Рударом» (Плєвля). 19 липня 2007 року дебютував у матчі кваліфікації Ліги Європи проти нікосійської «Омонії» (2:0). Дебютував у Першій лізі Чорногорії в сезоні 2009/10 років, в якому допоміг своєму клубу виграти чемпіонство. Також двічі виграв кубок Чорногорії (2009/10 і 2010/11).

### «Мес»
1 липня 2012 року перейшов до «Меса». 20 жовтня 2012 року дебютував у матчі Про-лізі Ірану проти столичного «Пайкана» (0:0).

### «Зоб Аган»
1 липня 2013 року підписав контракт із клубом «Зоб Аган». 5 вересня 2013 року дебютував в матчі Про-ліги Ірану проти «Фулада» (1:0).

### «Бокель»
23 липня 2014 року перейшов до «Бокеля». Дебютував за нову команду 9 серпня 2014 року в матчі Першої ліги Чорногорії проти «Зети» (1:1). 30 червня 2016 року дебютував у кваліфікації Ліги Європи проти «Воєводини» (1:1).

### «Дечич»
17 липня 2016 року підписав контракт з «Дечичем». Дебютував 6 серпня 2016 року в матчі Першої ліги Чорногорії проти «Петроваца» (1:4).

### «Будучност» (Подгориця)
1 липня 2017 року приєднався до «Будучності» (Подгориця). 11 липня 2017 року дебютував за нову команду в матчі кваліфікації Ліги чемпіонів проти «Партизана» (2:0). Дебютував у Першій лізі Чорногорії 5 серпня 2017 року в матчі проти «Іскри» (Даниловград) (3:0).

### «Левські» (Софія)
18 червня 2019 року підписав контракт за схемою 1+1 рік із болгарським клубом «Левські» (Софія). 11 липня 2019 року дебютував за нову команду в матчі кваліфікації Ліги Європи проти «Ружомберока» (0:2). Дебютував в Першій лізі 15 липня 2019 року в матчі проти «Дунава» (Русе) (1:4). Одразу ж став гравцем основного складу. Провів за команду 13 «сухих» матчів та зробив декілька чудових сейвів. 28 червня 2020 року відіграв усі 90 хвилин у переможному (2:1) виїзному поєдинку Першої ліги проти «Берое», який раніше анонсували як його останній матч за «синіх». Після гри висловив жаль про відхід з клубу, при цьому зазначив, що йому не запропонували контракт через фінансову нестабільність у клубі. Також оголосив, що підписує контракт й гратиме за МТК (Будапешт).

### МТК (Будапешт)
22 липня 2020 року приєднався до команди МТК (Будапешт). 14 серпня 2020 року дебютував в матчі чемпіонату Угорщини проти «Ференцвароша» (1:1).

### «Аль-Адала»
30 червня 2022 року приєднався до саудівського клубу «Аль-Адала».

## Кар'єра в збірній
У футболці національної збірної Чорногорії дебютував 12 жовтня 2015 року в поєдинку кваліфікації чемпіонату Європи 2016 року проти Росії (2:0).

## Статистика виступів

### Клубна
(Станом на 31 березня 2021)
| Клуб                    | Сезон             | Ліга                     | Ліга  | Ліга | Кубок країни | Кубок країни | Єврокубки | Єврокубки | Загалом | Загалом |
| Клуб                    | Сезон             | Ліга                     | Матчі | Голи | Матчі        | Голи         | Матчі     | Голи      | Матчі   | Голи    |
| ----------------------- | ----------------- | ------------------------ | ----- | ---- | ------------ | ------------ | --------- | --------- | ------- | ------- |
| «Рудар» (Плєвля)        | 2007/08           | Перша ліга Чорногорії    | 16    | 0    | 0            | 0            | 2         | 0         | 18      | 0       |
| «Рудар» (Плєвля)        | 2008/09           | Перша ліга Чорногорії    | 0     | 0    | 0            | 0            | –         | –         | 0       | 0       |
| «Рудар» (Плєвля)        | 2009/10           | Перша ліга Чорногорії    | 6     | 0    | 0            | 0            | –         | –         | 6       | 0       |
| «Рудар» (Плєвля)        | 2010/11           | Перша ліга Чорногорії    | 28    | 0    | 5            | 0            | 0         | 0         | 33      | 0       |
| «Рудар» (Плєвля)        | 2011/12           | Перша ліга Чорногорії    | 32    | 0    | 4            | 0            | 1         | 0         | 37      | 0       |
| «Рудар» (Плєвля)        | Загалом           | Загалом                  | 82    | 0    | 9            | 0            | 3         | 0         | 94      | 0       |
| «Мес»                   | 2012/13           | Про-ліга Перської затоки | 11    | 0    | 0            | 0            | –         | –         | 11      | 0       |
| «Мес»                   | Загалом           | Загалом                  | 11    | 0    | 0            | 0            | 0         | 0         | 11      | 0       |
| «Зоб Аган»              | 2013/14           | Про-ліга Перської затоки | 21    | 0    | 1            | 0            | –         | –         | 22      | 0       |
| «Зоб Аган»              | Загалом           | Загалом                  | 21    | 0    | 1            | 0            | 0         | 0         | 22      | 0       |
| «Бокель»                | 2014/15           | Перша ліга Чорногорії    | 32    | 0    | 0            | 0            | –         | –         | 32      | 0       |
| «Бокель»                | 2015/16           | Перша ліга Чорногорії    | 31    | 0    | 4            | 0            | –         | –         | 35      | 0       |
| «Бокель»                | 2016/17           | Перша ліга Чорногорії    | 0     | 0    | 0            | 0            | 2         | 0         | 2       | 0       |
| «Бокель»                | Загалом           | Загалом                  | 63    | 0    | 4            | 0            | 2         | 0         | 69      | 0       |
| «Дечич»                 | 2016/17           | Перша ліга Чорногорії    | 32    | 0    | 3            | 0            | –         | –         | 35      | 0       |
| «Дечич»                 | Загалом           | Загалом                  | 32    | 0    | 3            | 0            | 0         | 0         | 35      | 0       |
| «Будучност» (Подгориця) | 2017/18           | Перша ліга Чорногорії    | 35    | 0    | 4            | 0            | 2         | 0         | 41      | 0       |
| «Будучност» (Подгориця) | 2018/19           | Перша ліга Чорногорії    | 33    | 0    | 0            | 0            | 2         | 0         | 35      | 0       |
| «Будучност» (Подгориця) | Загалом           | Загалом                  | 68    | 0    | 4            | 0            | 4         | 0         | 76      | 0       |
| «Левські» (Софія)       | 2019/20           | Перша ліга               | 26    | 0    | 3            | 0            | 4         | 0         | 33      | 0       |
| «Левські» (Софія)       | Загалом           | Загалом                  | 26    | 0    | 3            | 0            | 4         | 0         | 33      | 0       |
| МТК (Будапешт)          | 2020/21           | Немзеті Байноскаг I      | 25    | 0    | 0            | 0            | –         | –         | 25      | 0       |
| МТК (Будапешт)          | Загалом           | Загалом                  | 25    | 0    | 0            | 0            | 0         | 0         | 25      | 0       |
| Усього за кар'єру       | Усього за кар'єру | Усього за кар'єру        | 328   | 0    | 24           | 0            | 13        | 0         | 365     | 0       |

### У збірній

#### По роках
(станом на 31 березня 2021)
| Збірна     | Рік     | Матчі | Голи |
| ---------- | ------- | ----- | ---- |
| Чорногорія |         |       |      |
| 2015       | 1       | 0     |      |
| 2016       | 1       | 0     |      |
| 2017       | 0       | 0     |      |
| 2018       | 2       | 0     |      |
| 2019       | 5       | 0     |      |
| 2020       | 6       | 0     |      |
| 2021       | 3       | 0     |      |
| Загалом    | Загалом | 18    | 0    |

#### По матчах
| Дата       | Місто      | Господарі            | Результат | Гості                | Турнір                                | Голи | Примітки |
| ---------- | ---------- | -------------------- | --------- | -------------------- | ------------------------------------- | ---- | -------- |
| 12-10-2015 | Москва     | Росія                | 2 – 0     | Чорногорія           | Відбір до ЧЄ 2016                     | -2   |          |
| 24-3-2016  | Пірей      | Греція               | 2 – 1     | Чорногорія           | товариський матч                      | -2   |          |
| 23-3-2018  | Нікосія    | Кіпр                 | 0 – 0     | Чорногорія           | товариський матч                      | -    |          |
| 2-6-2018   | Подгориця  | Чорногорія           | 0 – 2     | Словенія             | товариський матч                      | -2   |          |
| 7-6-2019   | Подгориця  | Чорногорія           | 1 – 1     | Косово               | Відбір до ЧЄ 2020                     | -1   |          |
| 10-6-2019  | Оломоуць   | Чехія                | 3 – 0     | Чорногорія           | Відбір до ЧЄ 2020                     | -3   |          |
| 5-9-2019   | Подгориця  | Чорногорія           | 2 – 1     | Угорщина             | товариський матч                      | -1   | 46'      |
| 14-10-2019 | Приштина   | Косово               | 2 – 0     | Чорногорія           | Відбір до ЧЄ 2020                     | -1   | 15'      |
| 14-11-2019 | Лондон     | Англія               | 7 – 0     | Чорногорія           | Відбір до ЧЄ 2020                     | -7   |          |
| 5-9-2020   | Строволос  | Кіпр                 | 0 – 2     | Чорногорія           | Ліга націй УЄФА 2020-2021 - 1-й раунд | -    |          |
| 8-9-2020   | Люксембург | Люксембург           | 0 – 1     | Чорногорія           | Ліга націй УЄФА 2020-2021 - 1-й раунд | -    |          |
| 10-10-2020 | Подгориця  | Чорногорія           | 2 – 0     | Азербайджан          | Ліга націй УЄФА 2020-2021 - 1-й раунд | -    |          |
| 13-10-2020 | Подгориця  | Чорногорія           | 1 – 2     | Люксембург           | Ліга націй УЄФА 2020-2021 - 1-й раунд | -2   |          |
| 14-11-2020 | Баку       | Азербайджан          | 0 – 0     | Чорногорія           | Ліга націй УЄФА 2020-2021 - 1-й раунд | -    |          |
| 17-11-2020 | Подгориця  | Чорногорія           | 4 – 0     | Кіпр                 | Ліга націй УЄФА 2020-2021 - 1-й раунд | -    |          |
| 24-3-2021  | Рига       | Латвія               | 1 – 2     | Чорногорія           | Відбір до ЧС 2022                     | -1   |          |
| 27-3-2021  | Подгориця  | Чорногорія           | 4 – 1     | Гібралтар            | Відбір до ЧС 2022                     | -1   |          |
| 30-3-2021  | Подгориця  | Чорногорія           | 0 – 1     | Норвегія             | Відбір до ЧС 2022                     | -1   |          |
| 1-9-2021   | Стамбул    | Туреччина            | 2 – 2     | Чорногорія           | Відбір до ЧС 2022                     | -2   |          |
| 7-9-2021   | Подгориця  | Чорногорія           | 0 – 0     | Латвія               | Відбір до ЧС 2022                     | -    |          |
| 8-10-2021  | Гібралтар  | Гібралтар            | 0 – 3     | Чорногорія           | Відбір до ЧС 2022                     | -    |          |
| 24-3-2022  | Єреван     | Вірменія             | 1 – 0     | Чорногорія           | товариський матч                      | -1   | 46'      |
| 28-3-2022  | Подгориця  | Чорногорія           | 1 – 0     | Греція               | товариський матч                      | -    |          |
| 4-6-2022   | Подгориця  | Чорногорія           | 2 – 0     | Румунія              | Ліга націй УЄФА 2022-2023 - 1-й раунд | -    |          |
| 11-6-2022  | Подгориця  | Чорногорія           | 1 – 1     | Боснія і Герцеговина | Ліга націй УЄФА 2022-2023 - 1-й раунд | -1   |          |
| 14-6-2022  | Бухарест   | Румунія              | 0 – 3     | Чорногорія           | Ліга націй УЄФА 2022-2023 - 1-й раунд | -    | 80'      |
| 23-9-2022  | Зениця     | Боснія і Герцеговина | 1 – 0     | Чорногорія           | Ліга націй УЄФА 2022-2023 - 1-й раунд | -1   |          |
| 26-9-2022  | Подгориця  | Чорногорія           | 0 – 2     | Фінляндія            | Ліга націй УЄФА 2022-2023 - 1-й раунд | -2   |          |
| Усього     |            | Матчів               | 28        |                      | Голів                                 | -31  |          |

## Досягнення
«Рудар» (Плєвля)
- Перша ліга Чорногорії
  -  Чемпіон (1): 2009/10
  -  Срібний призер (1): 2011/12

- Кубок Чорногорії
  -  Володар (2): 2009/10, 2010/11

«Будучност» (Подгориця)
- Перша ліга Чорногорії
  -  Чемпіон (1): 2024/25
  -  Срібний призер (2): 2017/18, 2018/19

Чорногорія
- Ліга націй УЄФА: переможець Групи 1 Ліги C 2020/21